# Brooks Laich
Evan Brooks Laich (* 23. Juni 1983 in Wawota, Saskatchewan) ist ein ehemaliger kanadischer Eishockeyspieler, der im Verlauf seiner aktiven Karriere zwischen 2000 und 2017 unter anderem 841 Spiele für die Ottawa Senators, Washington Capitals, Toronto Maple Leafs und Los Angeles Kings in der National Hockey League (NHL) auf der Position des Centers bestritten hat. Laich war zwischen 2017 und 2020 mit der Schauspielerin Julianne Hough verheiratet.

## Karriere
Laich begann seine Karriere bei den Moose Jaw Warriors sowie den Seattle Thunderbirds in der kanadischen Juniorenliga Western Hockey League (WHL), bevor er beim NHL Entry Draft 2001 als 193. Spieler in der sechsten Runde von den Ottawa Senators aus der National Hockey League (NHL) ausgewählt (gedraftet) wurde.

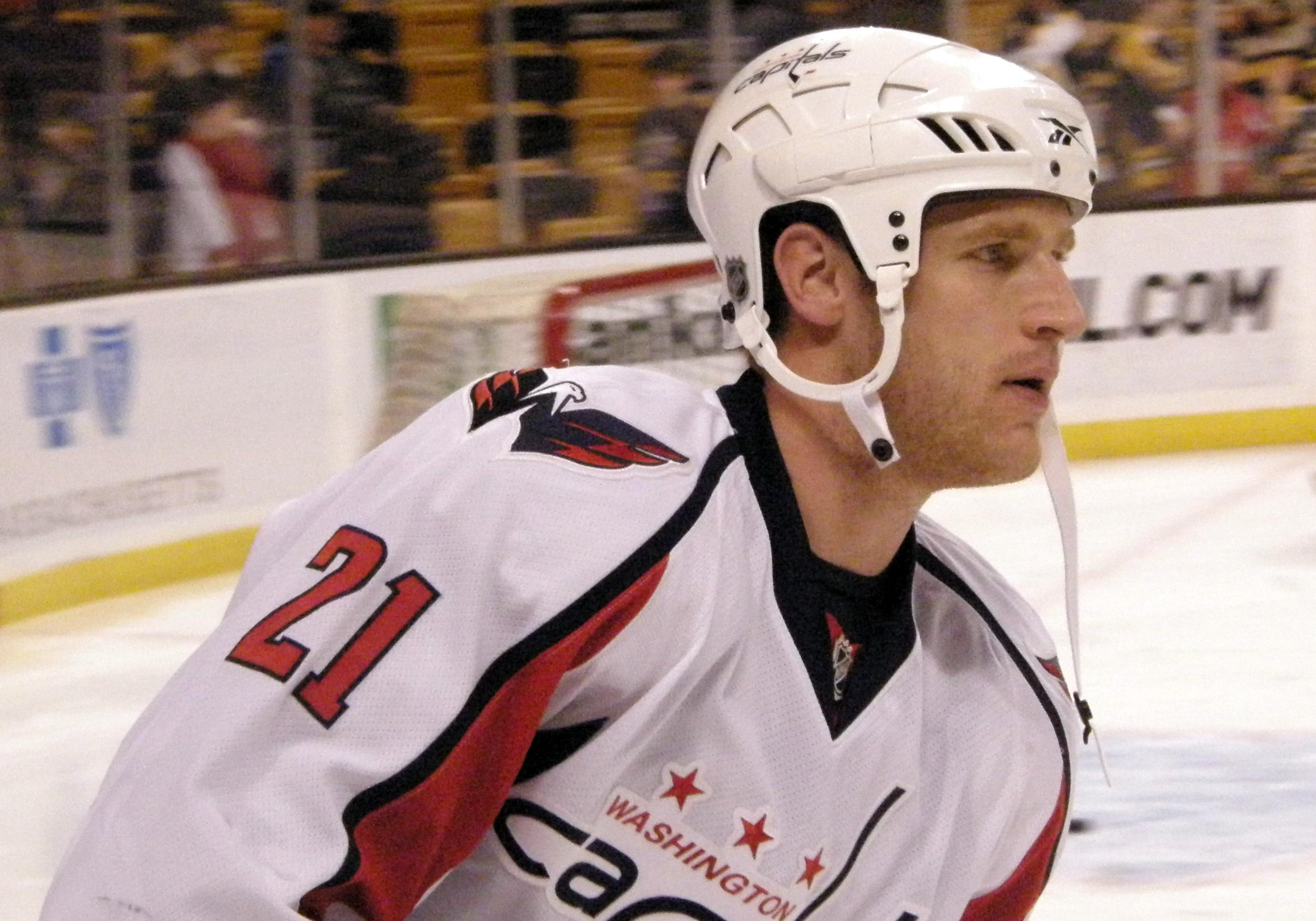
Laich im Trikot der Washington Capitals (2009)

Für die Senators absolvierte der Linksschütze in der Saison 2003/04 sein erstes NHL-Spiel. Während seiner restlichen Zeit in Ottawa spielte er vor allem für die Binghamton Senators, dem Farmteam Ottawas in der American Hockey League (AHL). Im Februar 2004 wurde Laich schließlich gemeinsam mit einem Zweitrunden-Wahlrecht im NHL Entry Draft 2005 im Tausch für den Slowaken Peter Bondra zu den Washington Capitals transferiert. Dort stand er in vier Spielen der verbleibenden Spielzeit auf dem Eis, die restliche Zeit verbrachte er bei den Portland Pirates in der AHL. Dort spielte der Kanadier auch in der folgenden Lockout-Saison 2004/05, nach der er aufgrund seiner guten Leistungen in den festen Stammkader der Capitals aufstieg. Nachdem die Hauptstädter die Stanley-Cup-Playoffs 2006 verpasst hatten, gewann Laich mit Washingtons neuem Farmteam, den Hershey Bears, den Calder Cup und damit die Meisterschaft der AHL. In den folgenden Jahren etablierte sich der Stürmer aber weiter im NHL-Aufgebot der Capitals, dem er bis in das Spieljahr 2015/16 hinein angehörte. Lediglich während des abermaligen NHL-Lockouts zu Beginn der Saison 2012/13 spielte Laich für die Kloten Flyers in der Schweizer National League A (NLA).
Nach über zehn Jahren und mehr als 700 NHL-Einsätzen in der Organisation der Capitals wurde Laich im Februar 2016 samt Connor Carrick und einem Zweitrunden-Wahlrecht für den NHL Entry Draft 2016 an die Toronto Maple Leafs abgegeben. Im Gegenzug wechselten Daniel Winnik und ein Fünftrunden-Wahlrecht für denselben Draft nach Washington. Nachdem er dort die Saison zu Ende gespielt hatte, kam er mit Beginn der Spielzeit 2016/17 ausschließlich für das Farmteam Toronto Marlies in der AHL zum Einsatz. Nach Auslauf seines Vertrags im Sommer 2017 erhielt er im September einen Probevertrag bei den Los Angeles Kings, aus dem jedoch vorerst kein festes Engagement hervorging. Laich trainierte jedoch weiter mit dem Team und erhielt schließlich im Oktober desselben Jahres – in Reaktion auf mehrere Verletzungen – einen Einjahresvertrag. Dieser wurde allerdings bereits nach etwa einem Monat und zwölf NHL-Einsätzen wieder aufgelöst. Danach trat er im professionellen Eishockey nicht mehr in Erscheinung, gab aber erst im Juni 2021 – mehr als dreieinhalb Jahre nach seinem letzten Spiel – kurz nach seinem 38. Geburtstag seinen offiziellen Rücktritt bekannt.

### International
Für sein Heimatland nahm Laich mit der kanadischen U20-Auswahl an der U20-Junioren-Weltmeisterschaft 2003 teil, die er nach einer Finalniederlage mit dem Gewinn der Silbermedaille abschloss. Dazu steuerte er in sechs Spielen ebenso viele Scorerpunkte bei. Mit der A-Nationalmannschaft bestritt der Stürmer die Weltmeisterschaft 2010 in Deutschland, die die Kanadier auf dem siebten Platz abschlossen. Bei sieben Einsätzen erzielte Laich ein Tor beim Zwischenrundenspiel gegen Schweden.

## Erfolge und Auszeichnungen
- 2003 WHL West First All-Star Team
- 2003 CHL Third All-Star Team
- 2006 Calder-Cup-Gewinn mit den Hershey Bears

### International
- 2003 Silbermedaille bei der U20-Junioren-Weltmeisterschaft

## Karrierestatistik

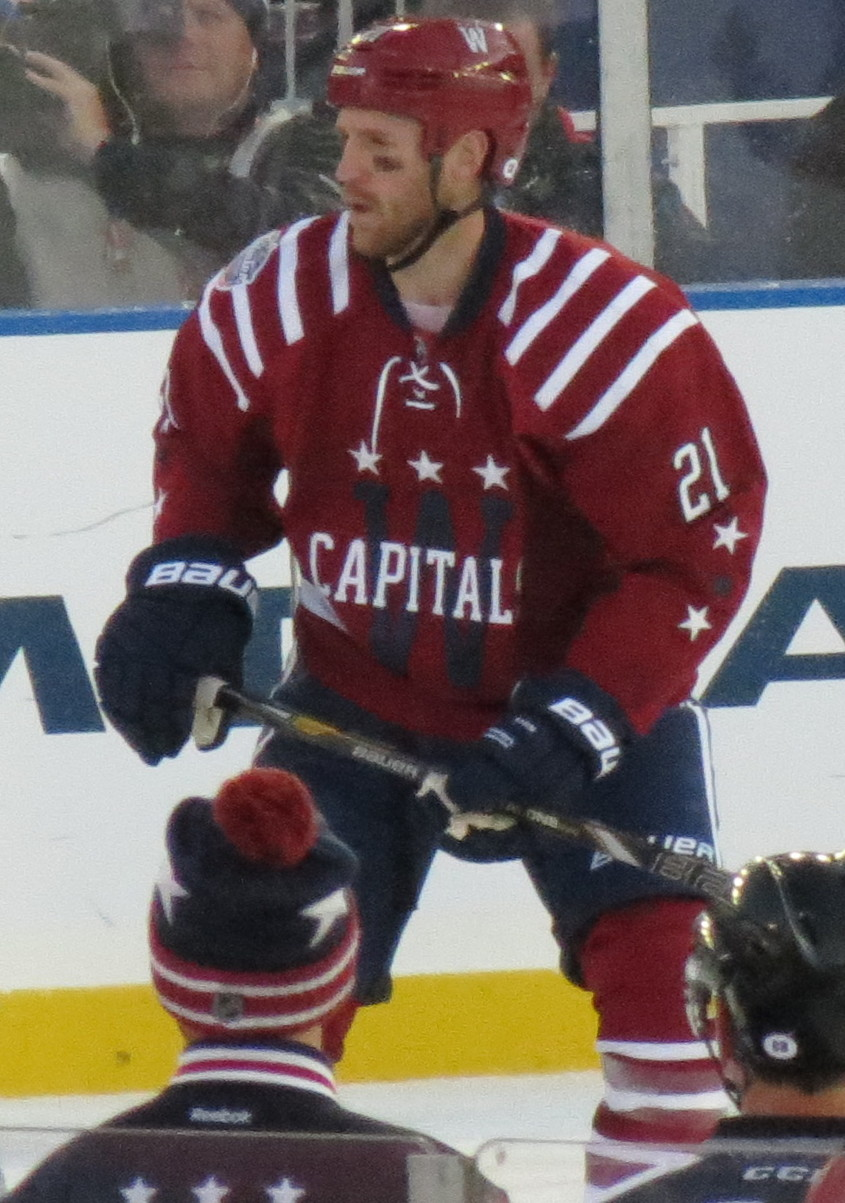
Laich beim NHL Winter Classic 2015

### International
Vertrat Kanada bei:
- U20-Junioren-Weltmeisterschaft 2003
- Weltmeisterschaft 2010

(Legende zur Spielerstatistik: Sp oder GP = absolvierte Spiele; T oder G = erzielte Tore; V oder A = erzielte Assists; Pkt oder Pts = erzielte Scorerpunkte; SM oder PIM = erhaltene Strafminuten; +/− = Plus/Minus-Bilanz; PP = erzielte Überzahltore; SH = erzielte Unterzahltore; GW = erzielte Siegtore; 1 Play-downs/Relegation; Kursiv: Statistik nicht vollständig)